# Emmelina
Genre
Emmelina est un genre de lépidoptères (papillons) de la famille des Pterophoridae, de la sous-famille des Pterophorinae et de la tribu des Oidaematophorini.

## Systématique
- Le genre a été nommé par l'entomologiste britannique James William Tutt en 1905. L'espèce de référence est Emmelina monodactyla (Linné, 1758)[1].

### Taxinomie
Liste des espèces
- Emmelina amseli
- Emmelina argoteles (Meyrick, 1922) - espèce européenne
- Emmelina bigoti
- Emmelina buscki
- Emmelina lochmaius
- Emmelina monodactyla (Linnaeus, 1758) - espèce européenne, espèce type pour le genre.